# Serock (stacja kolejowa)
Serock – stacja kolejowa w Serocku, w województwie kujawsko-pomorskim, w Polsce. Według klasyfikacji PKP ma kategorię dworca lokalnego.

## Ruch pasażerski
| Rok  | Wymiana pasażerska na dobę |
| ---- | -------------------------- |
| 2017 | 200-299                    |
| 2022 | 200-299                    |

Obecnie tę linię niezelektryfikowaną obsługuje przewoźnik Arriva.